# 아가토클레스 (시라쿠사)

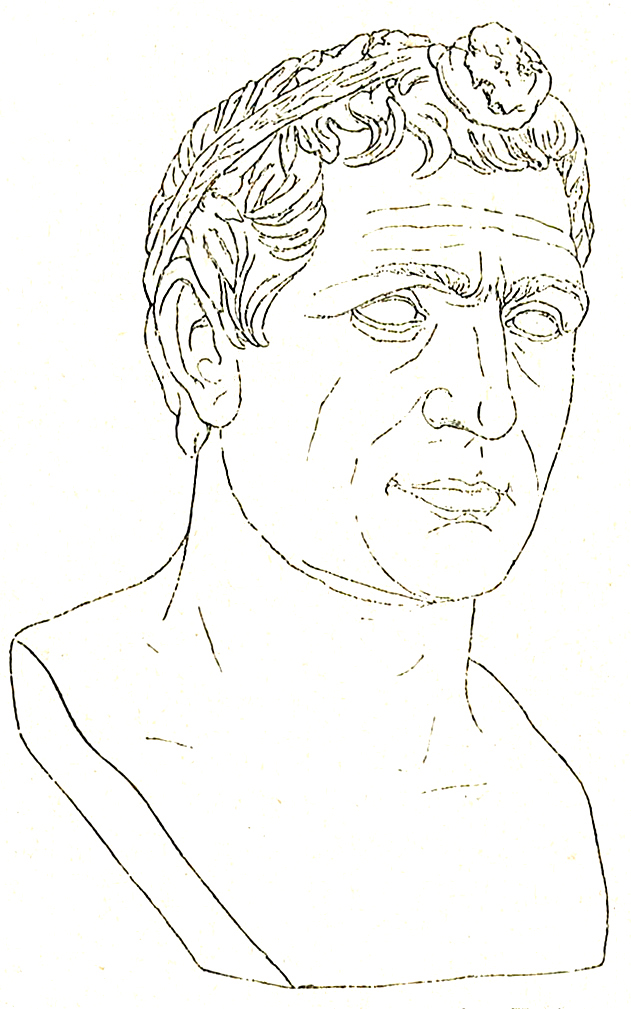

아가토클레스(그리스어 이름 Ἀγαθοκλῆς (Agathokles): 선한 영광, 기원전 361년 ~ 기원전 289년)는 시라쿠사의 독재관(317-289 BC)이며 시칠리아의 왕(재위 304-289 BC)이었다.
아가토클레스는 테르마에 히메라에아에(현재의 테르미니 이메레세)에서 도공의 아들로 태어나 태어나 시라쿠사로 기원전 343년에 이사하였다. 그는 아버지의 무역을 배웠지만 그후에 군대로 들어갔다. 기원전 333년 그는 그의 후원자 다마스의 미망인과 결혼하였다. 그녀는 부유한 시민이었다. 그는 시라쿠사의 과두정을 전복하려고 하다가 두번 추방되었다.
기원전 317년 그는 solemmoath 아래의 용병 군대와 귀환하였다. 그리하여 당시에 설치되어 있던 민주 기관을 관찰하였다. 만명의 시민을 추방 또는 살해한 후에 그는 스스로 시라쿠사의 군주가 되었다. 그는 강력한 군대와 함선을 만들고 시칠리아의 더많은 지역을 굴복시켰다.
그것은 카르타고와의 전쟁으로 이어졌다.
기원전 311년 아가토클레스는 히메라의 전투에서 시라쿠사에서 포위되고 패하였다.
기원전 310년 그는 아프리카의 적을 방어하고 공격하겠다는 절망적인 결심을 하였다. 아프리카에서 그는 키레나이카의 군주 오팔라스와 조약을 맺었다.
여러차례의 승리 후 그는 완전히 패하였다.(기원전 307년) 그리고 비밀리에 시칠리아로 돌아왔다.
기원전 306년 카르타고와의 화친후에 아가토클레스는 기원전 304년 스스로를 시칠리아의 왕으로 꾸몄다. 그리고 섬의 그리스 도시에 대한 통치를 어느 때보다 강하게 하였다. 카르타고와의 평화 조약은 그에게 시라쿠사의 동쪽만을 남겼다. 고령에도 그는 변치 않는 에너지를 보여 주었다. 그리고 그가 죽을 때 카르타고에 대한 새로운 공격을 계획하고 있었다고 전해진다.
그의 말년은 좋지 않은 건강과 그의 손자 아르차가투스의 난행으로 어려웠다. 그에 따르면 그는 중독 증상을 보였다고 한다. 다른 이들은 그가 자연사하였다고 한다. 그는 용병의 타고난 지도자였으며 목표를 달성하기 위해서는 잔인한 모습을 보이는 것을 꺼리지 않았으며, 정적들의 공격에도 전혀 움츠러드는 모습이 없었지만 말년에는 대중적인 독재관으로 지냈다.
아가토클레스는 죽을 때 시라쿠사의 민주정을 회복시켰다. 그리고 그의 아들이 그를 왕으로 계승하지 못하도록 하였다.
그는 테옥세나와 결혼하였는데 그녀는 이집트의 프톨레마이오스 1세의 양녀였다. 그의 딸 라나사는 에피루스의 왕 퓌루스와 결혼하였다.